# Lista di enti di culto non cattolici disciplinati dalla legge 1159/1929
La costituzione italiana sancisce il diritto per tutti di professare liberamente qualunque fede religiosa (art. 3, 19, 20 e 21), tuttavia i rapporti tra lo stato con le singole confessioni religiose vengono regolati da appositi accordi, richiamati nell'art. 7 per la Chiesa Cattolica e nell'art. 8 per tutte le altre confessioni non cattoliche. Per quanto riguarda la prima, tale accordo prende il nome di Concordato, redatto nel 1929 (Patti Lateranensi) e modificato nel 1984. Gli accordi con le altre religioni prendono invece il nome di Intese e possono essere richieste con apposita procedura da tutti gli enti di culto, dotati di personalità giuridica, che abbiano chiesto e ottenuto lo status di "confessione religiosa" in base alla legge 1159/1929 sui "culti ammessi".
Per poter ottenere questo status, un ente di culto deve sottoporre il proprio statuto al prefetto. Se i principi e le finalità dell'ente sono conformi all'ordinamento giuridico italiano, il  riconoscimento dello status di "persona giuridica" (ente morale) viene poi concesso su proposta del ministro dell’interno, con decreto del Presidente della Repubblica (D.P.R.), previo eventuale parere del Consiglio di Stato (sulla legittimità) e del Consiglio dei ministri (in merito alla opportunità politica); una volta raggiunto tale riconoscimento l'ente gode di una serie di vantaggi, anche tributari. La nomina dei ministri di culto, che potranno celebrare matrimoni con effetti civili, dovrà essere approvata dallo stato.
L'ottenimento di questo status è condizione necessaria e propedeutica per poter avviare l'iter dell'Intesa tra l'ente religioso e lo stato italiano. Nel caso in cui essa venisse raggiunta, l'ente religioso non sarà più disciplinato dalla legge 1159/1929 (e pertanto non comparirà in questa lista), ma da quella relativa alla specifica Intesa.

## Lista
| Ente di culto | Primo decreto di riconoscimento  | Aggiornamenti                                           |
| --- | -------------------------------- | ------------------------------------------------------- |
| Comunità Religiosa Serbo-Ortodossa di Trieste                                                                                          | (Rescritto Imperiale 28.02.1773) | D.P.R. 19.02.2014                                       |
| Opera della Chiesa Cristiana dei Fratelli                                                                                              | R.D. 22.02.1891                  | D.P.R. 11.06.1980                                       |
| Chiesa ortodossa russa in Roma | R.D. 14.11.1929                  | D.P.R. 13.04.1972, D.P.R. 20.07.1999, D.P.R. 15.02.2006 |
| Comunità Armena dei Fedeli di Rito Armeno Gregoriano                                                                                   | D.P.R. 24.02.1956                |                                                         |
| Comunità Evangelica di Confessione Elvetica                                                                                            | D.P.R. 03.08.1964                | D.P.R. 20/03/2009                                       |
| Chiesa Ortodossa Russa in Sanremo | D.P.R. 03.07.1966                |                                                         |
| Assemblea Spirituale Nazionale dei Baha'i d'Italia (già Fondazione dell’Assemblea Spirituale Nazionale dei Baha’i d’Italia)            | D.P.R. 21.11.1966                | D.P.R. 07.08.2019                                       |
| Associazione Religiosa della Chiesa Evangelica della Riconciliazione (già Movimento Evangelico Internazionale Fiumi di Potenza)        | D.P.R. 10/09/1971                | D.P.R. 20.01.1990, D.P.R 5.10.2010                      |
| Centro Islamico Culturale d’Italia | D.P.R. 21.12.1974                |                                                         |
| Chiesa di Cristo di Milano | D.P.R. 13.06.1977                |                                                         |
| Chiesa Cristiana Millenarista | D.P.R. 17.05.1979                |                                                         |
| Congregazione Cristiana dei Testimoni di Geova                                                                                         | D.P.R. 31.10.1986                |                                                         |
| Associazione Filantropica Chiesa del Regno di Dio – Gli Amici dell’Uomo                                                                | D.P.R. 16.12.1988                | D.P.R. 18.09.2006                                       |
| Chiesa Cristiana Evangelica Missionaria Pentecostale di Olivarella di Milazzo                                                          | D.P.R. 16.12.1988                |                                                         |
| Ente Cristiano Evangelico dei Fratelli                                                                                                 | D.P.R. 13.11.1997                |                                                         |
| Sacra Diocesi Ortodossa di Luni - Esarcato di Italia (già Associazione dei cristiani ortodossi in Italia - Giurisdizioni Tradizionali) | D.P.R. 14.01.1998                | D.P.R. 23.05.2019                                       |
| Ente della Chiesa della Fratellanza nella Realizzazione del Sè (S.R.F.)                                                                | D.P.R. 03.07.1998                |                                                         |
| Consulta Evangelica – Unione federale di chiese evangeliche (già Consulta Evangelica)                                                  | D.P.R. 13.09.1999                | D.P.R. 15.12.2015                                       |
| Chiesa Cristiana Evangelica Indipendente Berea                                                                                         | D.P.R. 25.10.1999                |                                                         |
| Chiesa Cristiana Biblica | D.P.R. 28.01.2004                | D.P.R. 05.10.2010                                       |
| Missioni Cristiane Internazionali Chiesa Avventista del Settimo Giorno - Movimento di Riforma (M.C.I.)                                 | D.P.R. 28.01.2004                | D.P.R. 30.11.2012                                       |
| Prima Chiesa Del Cristo, Scientista, in Firenze                                                                                        | D.P.R. 28.01.2004                |                                                         |
| Congregazioni Cristiane Pentecostali                                                                                                   | D.P.R. 20.06.2005                |                                                         |
| Esercito della Salvezza in Italia | D.P.R. 20.03.2009                |                                                         |
| Prima Chiesa Del Cristo, Scientista di Aosta                                                                                           | D.P.R. 20.03.2009                |                                                         |
| Chiesa Cristiana Evangelica di Chieti – PRO.CU.OR.E.                                                                                   | D.P.R. 05.10.2010                |                                                         |
| Amministrazione della Chiesa Ortodossa Russa (Patriarcato Di Mosca) in Italia                                                          | D.P.R. 03.02.2011                |                                                         |
| Diocesi Ortodossa Romena d’Italia | D.P.R. 12.09.2011                |                                                         |
| Chiesa Evangelica Internazionale (CEVI)                                                                                                | D.P.R. 30.11.2012                |                                                         |
| Diocesi Copto-Ortodossa di San Giorgio                                                                                                 | D.P.R. 30.11.2012                |                                                         |
| Chiese Elim in Italia | D.P.R. 19.02.2014                |                                                         |
| Sukyo Mahikari Italia | D.P.R. 12.01.2015                |                                                         |
| Chiesa Unita Pentecostale Internazionale d’Italia                                                                                      | D.P.R. 17.12.2015                |                                                         |
| Ananda Marga Pracaraka Samgha | D.P.R. 07.08.2019                |                                                         |
| Congregazione Italiana per la Coscienza di Krishna                                                                                     | D.P.R. 07.08.2019                |                                                         |
| Unione Cristiana Pentecostale (U.C.P.)                                                                                                 | D.P.R. 07.08.2019                |                                                         |